# Ágasegyháza
Ágasegyháza je obec v Maďarsku v župě Bács-Kiskun v okrese Kecskemét, asi 80 km jihovýchodně od Budapešti. Žije v ní 1947 obyvatel (podle sčítání z roku 2008).

## Poloha
Ágasegyháza leží ve středním Maďarsku. Rozkládá se v nadmořské výšce zhruba 80 - 110 m. Nejbližším městem je Izsák, vzdálené 7 km. Obcí prochází železnice vedoucí z Kecskemétu a napojující se dál na hlavní spoj do Budapešti. Vesnice se nachází vedle národního parku Kiskunság.

## Historie
Oblast byla osídlena již v neolitu. První zmínka o obci pochází z roku 1353. V průběhu středověku byla vesnice obydlena hlavně kumány. Při tureckých nájezdech se její obyvatelé uchýlili do blízkého Kecskemétu. Po turecké éře zde byly zakládány farmy a zdejší obyvatelé se dodnes orientují na pěstování ovoce a vinné révy.
Nyní se v obci nachází škola, školka, kulturní dům, knihovna, lékárna a jiné.

## Partnerská obec
- Lauter,  Německo